# Steve Birnbaum
Steve Birnbaum (Newport, 23 januari 1991) is een Amerikaans voetballer die bij voorkeur als centrale verdediger uitkomt. In 2014 tekende hij een contract bij DC United uit de Major League Soccer.

## Clubcarrière
Op 14 januari 2014 werd Birnbaum als tweede gekozen in de MLS SuperDraft 2014 door DC United. In maart van 2014 werd hij verhuurd aan de Richmond Kickers uit de USL Pro. Daar maakte hij op 5 april 2014 tegen Pittsburgh Riverhounds zijn debuut. Door een blessure van Jeff Parke kreeg Birnbaum een basisplaats bij DC United die hij gedurende het seizoen wist te behouden. Zo kwam hij aan het einde van het seizoen uit op eenentwintig gespeelde competitiewedstrijden.

## Interlandcarrière
Op 28 januari 2015 maakte Birnbaum in een vriendschappelijke wedstrijd tegen Chili zijn debuut voor de Verenigde Staten.